# Schinne
Schinne ist Ortsteil und Ortschaft der Stadt Bismark (Altmark) im Landkreis Stendal in Sachsen-Anhalt (Deutschland).

## Geographie
Schinne, ein Straßendorf mit Gut und Kirche, liegt etwa zwölf Kilometer nordwestlich von Stendal in der Altmark. Das flachwellige Gebiet um Schinne wird vom Speckgraben, der die nördliche und östliche Gemarkungsgrenze bildet, zur Uchte entwässert.
Nachbarorte sind Rochau im Norden, Stendal im Osten sowie Bismark (Altmark) im Süden und Westen.

## Geschichte

### Mittelalter bis Neuzeit
Im Jahre 1188 wurde die Kirche im Dorf erwähnt als Ecclesiam Scinne, als Papst Clemens III. das Stendaler Domstift in unmittelbaren apostolischen Schutz aufnimmt.
Im Landbuch der Mark Brandenburg von 1375 wird das Dorf als Schinne aufgeführt mit 60 Hufen Land.
Weitere Nennungen sind 1342 ville Schinne, 1429 in dem dorff schynne, 1687 Schinna und 1804 Schinne, Dorf und Gut mit Leineweber, Rademacher, Schmeide und Windmühle.
Schinne war bis 1950 Unterwegshalt an der von der Stendaler Kleinbahn betriebenen Bahnstrecke Peulingen–Bismark. 

### Andere Ersterwähnungen
Der Historiker Peter P. Rohlach weist darauf hin, dass die von Hermes und Weigelt genannte Ersterwähnung zum Jahre 1158 nicht zu belegen ist. Möglicherweise haben sie sich zu der Erwähnung von 1188 verschrieben oder verlesen. Es wird auch 1181 scinne als Ersterwähnung aufgeführt.

### Herkunft des Ortsnamens
Heinrich Sültmann meint, der Ortsname kann vermutlich abgeleitet werden von althochdeutsch „scin“, mittelhochdeutsch „schin“ für „Schein“, vom Eigennamen „scinus“, übersetzt zu „Siedlung eines Glanzvollen“.

### Archäologie
1969 wurde über Grabfunde der Kugelamphoren-Kultur aus der Zeit um 2500 v. Chr. aus Schinne berichtet.
Bei Arbeiten zum Bau einer Pipeline 1996/1997 wurden an mehrere Fundstellen Eisenschlackefunde und Wandscherben aus der vorrömischen Eisenzeit geborgen.

### Eingemeindungen
Ursprünglich gehörten Dorf und Gut zum Stendalischen Kreis der Mark Brandenburg in der Altmark. Zwischen 1807 und 1813 lag der Ort im Kanton Schinne im Distrikt Stendal auf dem Territorium des napoleonischen Königreichs Westphalen. Nach weiteren Änderungen gehörten beide ab 1816 zum Kreis Stendal, dem späteren Landkreis Stendal. Am Ende des 19. Jahrhunderts wurde das Gut in einen Gutsbezirk umgewandelt.
Am 30. September 1928 wurde der Gutsbezirk Schinne mit der Landgemeinde Schinne vereinigt.
Am 25. Juli 1952 kam die Gemeinde Schinne in den Kreis Stendal. Nach dessen Auflösung kam sie am 1. Juli 1994 zum heutigen Landkreis Stendal.
Nach Auflösung der Verwaltungsgemeinschaft Bismark/Kläden am 1. Januar 2010 wurde Schinne von Bismark (Altmark) mitverwaltet. Am 1. September 2010 wurde Schinne per Landesgesetz in die Stadt Bismark (Altmark) eingemeindet.

### Einwohnerentwicklung

#### Dorf und Gut
| Jahr         | 1734 | 1772 | 1790 | 1798 | 1801 | 1818 | 1840 | 1864 | 1871 | 1885 | 1892 | 1895 | 1900 | 1905 |
| Dorf Schinne | 323  | 376  | 297  | 362  | 468  | 419  | 599  | 700  | 647  | 657  | 672  | 661  | 699  | 665  |
| Gut Schinne  |      |      | 158  | 164  |      |      |      |      | 045  | 07   |      | 07   |      | 057  |
| Am Berge     |      |      |      |      |      |      |      |      |      |      |      | 021  |      | 012  |

#### Gemeinde
| Jahr | Einwohner |
| ---- | --------- |
| 1925 | 741       |
| 1939 | 601       |
| 1946 | 978       |
| 1964 | 688       |
| 1971 | 656       |
| 1981 | 590       |
| 1985 | [00]541   |
| 1990 | [00]549   |
| 1993 | 549       |

| Jahr | Einwohner |
| ---- | --------- |
| 1995 | [00]526   |
| 1998 | [00]535   |
| 2000 | [00]515   |
| 2002 | [00]518   |
| 2004 | [00]493   |
| 2006 | [00]464   |
| 2007 | [00]457   |
| 2008 | [00]454   |
| 2009 | [00]451   |

#### Ortsteil
| Jahr | Einwohner |
| ---- | --------- |
| 2018 | [00]397   |
| 2020 | [00]394   |
| 2021 | [00]391   |
| 2022 | [0]393    |
| 2023 | [0]391    |

Quelle, wenn nicht angegeben, bis 2006

## Religion
Die evangelische Kirchengemeinde Schinne, die früher zur Pfarrei Schinne gehörte, wird heute betreut vom Pfarrbereich Möringen-Uenglingen im Kirchenkreis Stendal im Bischofssprengel Magdeburg der Evangelischen Kirche in Mitteldeutschland. Die ältesten überlieferten Kirchenbücher für Schinne stammen aus dem Jahre 1640.
Die katholischen Christen gehören zur Pfarrei St. Anna in Stendal im Dekanat Stendal im Bistum Magdeburg.

## Politik

### Wappen
Das Wappen wurde am 19. Oktober 2009 durch den Landkreis genehmigt.
Blasonierung: „Gespalten von Gold und Rot; vorn am Spalt ein halbes grünes Kleeblatt bewinkelt von schwarzen Flügen, hinten drei goldene Ähren mit je zwei Halmblättern, die links außen stehende mit geknicktem Halm und gesenkter Ähre.“
Schinne beschloss, sich in der Wappensymbolik auf die zwei vorhandenen Ortsteile Schinne und Pödderitz – sowie auf einen dritten, mündlich überlieferten Ortsteil mit Namen Gladigau – sowie auf die Familie von Borstell zu beziehen. Während das Kerndorf Schinne bereits 1188 erstmals urkundlich erwähnt wurde, entstand der neue Ortsteil Pödderitz erst um 1895 mit der Errichtung des Wohnhauses auf dem Hof Nr. 75 (Hauptstr. 8). Ausgedrückt werden die Ortsteile durch drei Ähren, von denen der lediglich mündlich überlieferte Ortsteil Gladigau durch die abgeknickte Ähre symbolisiert wird. Aus mehreren zur Vorlage gebrachten Wappenmotiven beschloss der Gemeinderat am 25. August 2009 das jetzige Wappen, das vom Kommunalheraldiker Jörg Mantzsch gestaltet wurde.

### Ortsbürgermeister
Ralf Berlin ist seit September 2010 Ortsbürgermeister der Ortschaft Schinne. Er war auch letzter Bürgermeister der Gemeinde ab April 2010.
Von Juli 1994 bis Juli 2008 war Dorothea Alt Bürgermeisterin der Gemeinde.

### Ortschaftsrat
Die Ortschaftsratswahl am 9. Juni 2024 ergab das folgende Ergebnis (in Klammern die Ergebnisse von 2019):
- 2 Sitze Wählergemeinschaft „Für Schinne“ (2 Sitze)
- je 1 Sitz für
  - Einzelbewerber Viertel
  - CDU (1 Sitz)
  - Einzelbewerber Johannes
  - FDP (1 Sitz)

Es wurden zwei Frauen gewählt. Von 317 Wahlberechtigten hatten 231 ihre Stimme abgegeben, die Wahlbeteiligung betrug damit 72,87 Prozent.

## Kultur und Sehenswürdigkeiten

### Gebäude
- Die evangelische Dorfkirche Schinne, ein vierteiliger Feldsteinbau mit Westquerturm, stammt aus der Mitte des 12. Jahrhunderts.[33] Eine dendrochronologische Untersuchung mehrerer Probe mit Waldkante des Eichen-Dachwerkes des Kirchenschiffs lieferte ein Fälldatum um etwa 1215.[34]
- Mehrere Wohnhäuser, ein Bauernhaus und ein Meilenstein stehen unter Denkmalschutz.[3]

### Karneval
Im Ort ansässig ist der Schinner Carneval Club, kurz SCC. Der SCC wurde 1971 gegründet und ist seit dieser Zeit im närrischen Geschehen der Altmark aktiv. Es gibt beim SCC weder Elferrat noch Prinzenpaar. Im Jahr 2011 beging der SCC sein 40. Jubiläum und bietet zum ersten Mal fünf Veranstaltungen an. Ausgezeichnet werden die aktiven Mitglieder, sowie ausgewählte Mitglieder befreundeter Vereine, mit handgefertigten Orden.

### Schinne im Fernsehen
In den Jahren 2020 bis 2022 zeigte der MDR eine 11-teilige Serie „Das Dorf - Landleben in der Altmark“ vom Dokumentarfilmer Tom Lemke über das Leben im Dorf Schinne und der Region Altmark.

## Wirtschaft und Infrastruktur

### Bildung
Der Ort ist Grundschulstandort auch für die umliegenden Ortschaften.

### Verkehr
Schinne liegt unweit der L 15, der Verbindungsstraße von Bismark (Altmark) nach Stendal.
Der nächstgelegene Bahnhof ist im fünf Kilometer entfernten Steinfeld (Altmark) an der Bahnlinie Stendal–Salzwedel.
Es verkehren Linienbusse und Rufbusse von stendalbus.

## Persönlichkeiten
- Hans Friedrich Heinrich von Borstell (1730–1804), preußischer Generalleutnant
- Carl Wilhelm Baeker (1819–1882), Uhrmacher und Amateurastronom, Entdecker von sechs Kometen[38]
- Richard Herzig (1851–1934), Architekt und Diözesanbaumeister des Bistums Hildesheim